# Giovanni Battista Canal
Giovanni Battista Canal ou Canale (1745 - 5 décembre 1825) est un peintre italien de la fin du Baroque et du début du néo-classicisme, actif principalement dans la représentation de sujets historiques et sacrés dans sa Venise natale.

## Biographie

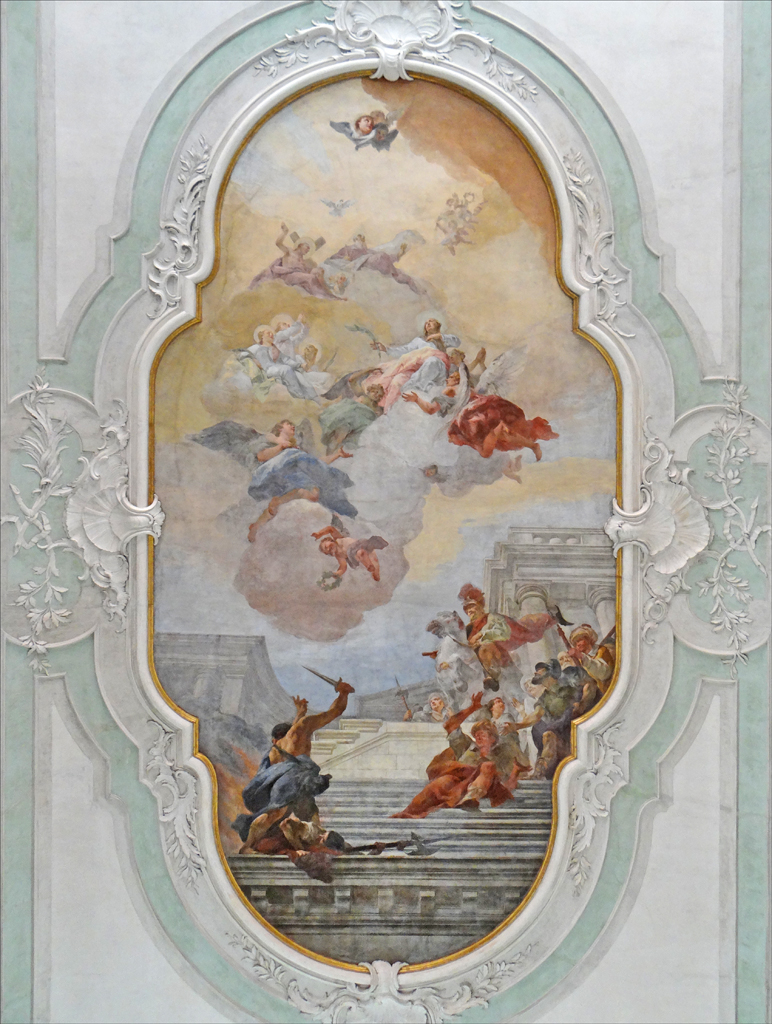
Gloire de Sainte Euphémie, 1764, plafond de la nef centrale de l'église Sant'Eufemia, Venise.

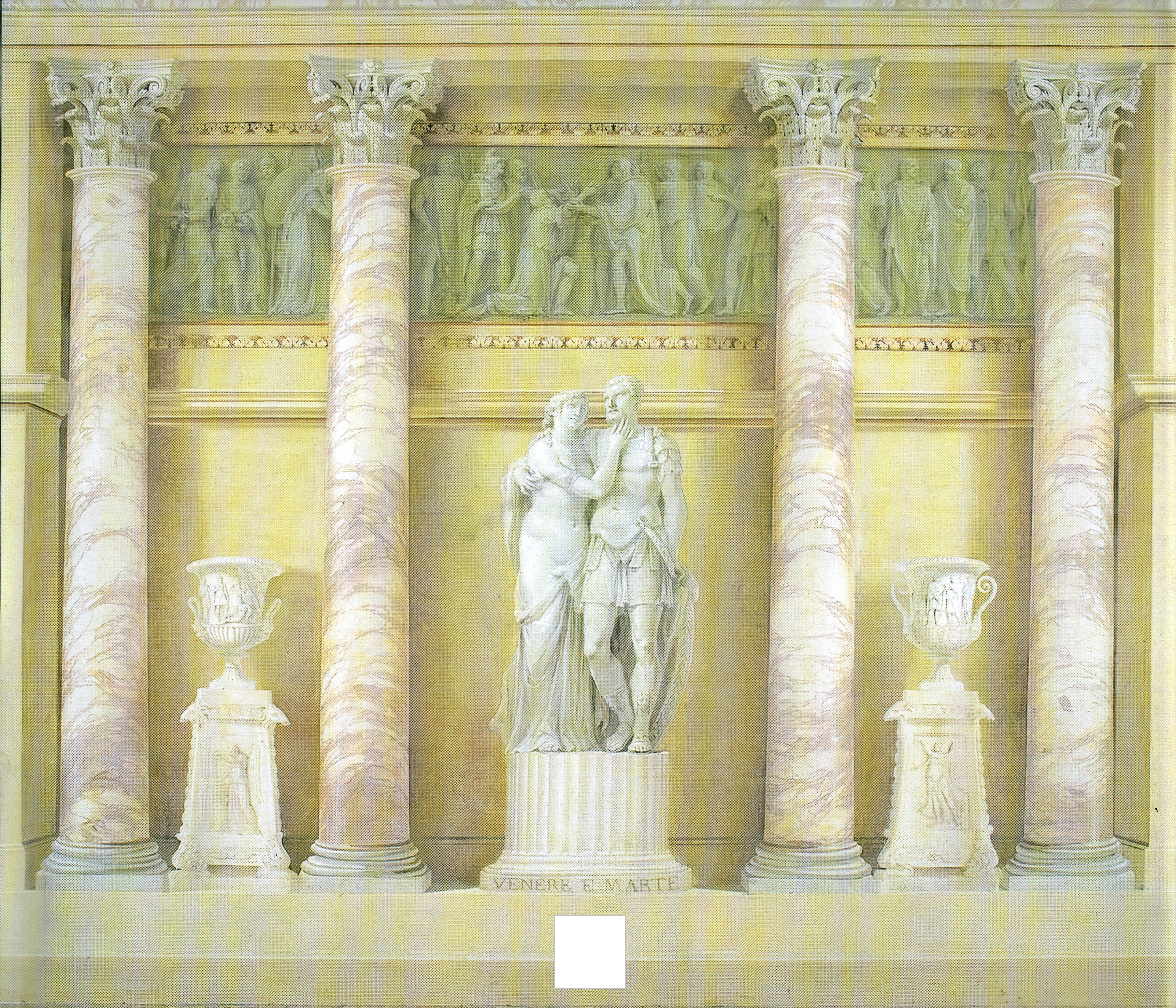
Vénus et Mars,palais Valvason-Morpurgo, Udine.

Giovanni Battista est le fils du peintre Fabio Canal, un peintre de fresques disciple de Giambattista Tiepolo. Il est connu dans toute la Vénétie comme un "frescante" très habile et comme le dernier des plus rapides en raison de son incroyable rapidité d'exécution des fresques de très grandes surfaces, ce qui lui a valu le surnom de « fa presto ». Il est fortement inspiré par les couleurs claires de Tiepolo, mais n'a pas l'habileté de conception du grand maître. 
Il est d'abord formé par son père puis à l'Académie des beaux-arts de Venise, où il enseignera de 1783 à 1807. Il est nommé académicien en 1776. Il est actif dans toute la Vénétie, ainsi qu'à Ferrare et à Udine.
Au cours de ses dernières années, il collabore avec le peintre de quadrature néo-classique Giuseppe Borsato. Il perd alors la vue, mais ses difficultés matérielles le force à continuer à peindre,.

## Œuvres
Ses œuvres, notamment ses fresques, sont nombreuses dans toute la Vénétie, conservées dans les églises et les palais.
Il a peint plus de soixante-dix plafonds d'églises, parmi lesquels les plus significatifs sont ceux de l'église Sant'Eufemia de Venise dans la Giudecca, de la cathédrale de Serravalle, de l'église San Leonardo à Venise, de l'église Santo Stefano à Martellago, de la chapelle noble de Villa Tiepolo Passi à Carbonera, de l'église archiprêtre de Caselle d'Altivole, de l'église San Domenico de Guarda Veneta, ainsi que d'autres localités du Polésine, d'Udine, Trieste, Trévise, Scorzè et Ferrare,. Certaines de ses fresques représentant les Vertus théologiques et l' Ascension de Jésus, peintes en 1775, sont conservées dans l'église San Pietro a Fonte Alto. Il peint un Martyre des saints Gervais et Protais pour l'église San Trovaso à Trévise en 1822.
Parmi les œuvres réalisées à l'intérieur des palais, figure la décoration du palais Caotorta de Trévise. Il peint Storia d'amore dans la villa Viola de Trévise, des fresques pour le Palazzo Mocenigo a San Stae à Venise en 1790 et pour le Palazzo Filodrammatici de Trévise en 1804.
Son style, dans les dernières années de son activité, évolue vers le néo-classicisme.

## Hommage
La XXe journée du FAI (24-25 mars 2012) dans la ville d'Udine a été consacrée à Giambattista Canale, permettant de visiter la maison Sabbadini Cuoghi, le palais Mantica Chizzola, le palais Valvason Morpurgo, le palais Brazzà, où se trouvent des fresques du peintre vénitien.